# Stazione di Nizza-Saint-Augustin
La stazione di Nizza-Saint-Augustin (in francese Nice-Saint-Augustin) è una fermata ferroviaria posta sulla linea Marsiglia-Ventimiglia a servizio dell'omonimo quartiere.
La fermata ha due binari per servizio viaggiatori.

## Storia

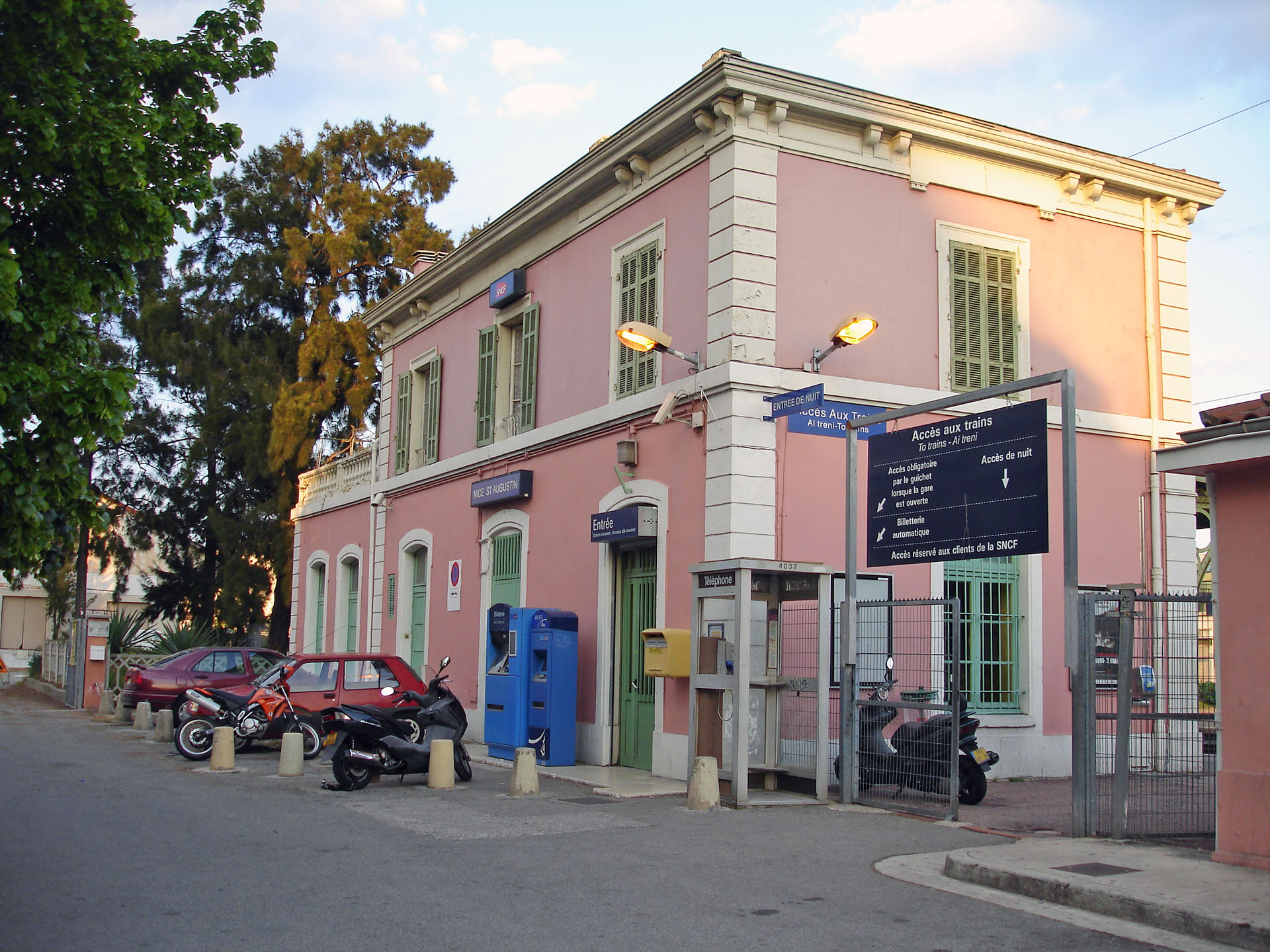
La vecchia stazione di Nizza-Saint-Augustin.

Il prolungamento della linea da Marsiglia a Ventimiglia fino a Nizza Città fu autorizzato con decreto imperiale il 22 agosto 1860, dopo che la contea di Nizza fu annessa alla Francia. La linea doveva inizialmente fermarsi all'ex confine italiano, il fiume Varo. Il tratto da Cagnes-sur-Mer a Nizza Città,  compresa la stazione di Nizza-Saint-Augustin, fu inaugurato il 18 ottobre 1864.
Il 1º settembre 2022 la stazione è stata spostata 400 metri a ovest rispetto alla sua posizione originaria, per collegarsi alle linee 2 e 3 del tram di Nizza, che offrono un collegamento diretto con l'aeroporto di Nizza-Costa Azzurra, e alle linee di autobus. Il nuovo fabbricato viaggiatori, di 125 m², è realizzato in legno, con un pergolato, e può essere completamente smontato. Il costo totale della nuova stazione ferroviaria è di 19 milioni di euro.

## Movimenti
È servita da TGV e dal TER PACA (Treno regionale della PACA)